# أنثروبولوجيا ثقافية حيوية

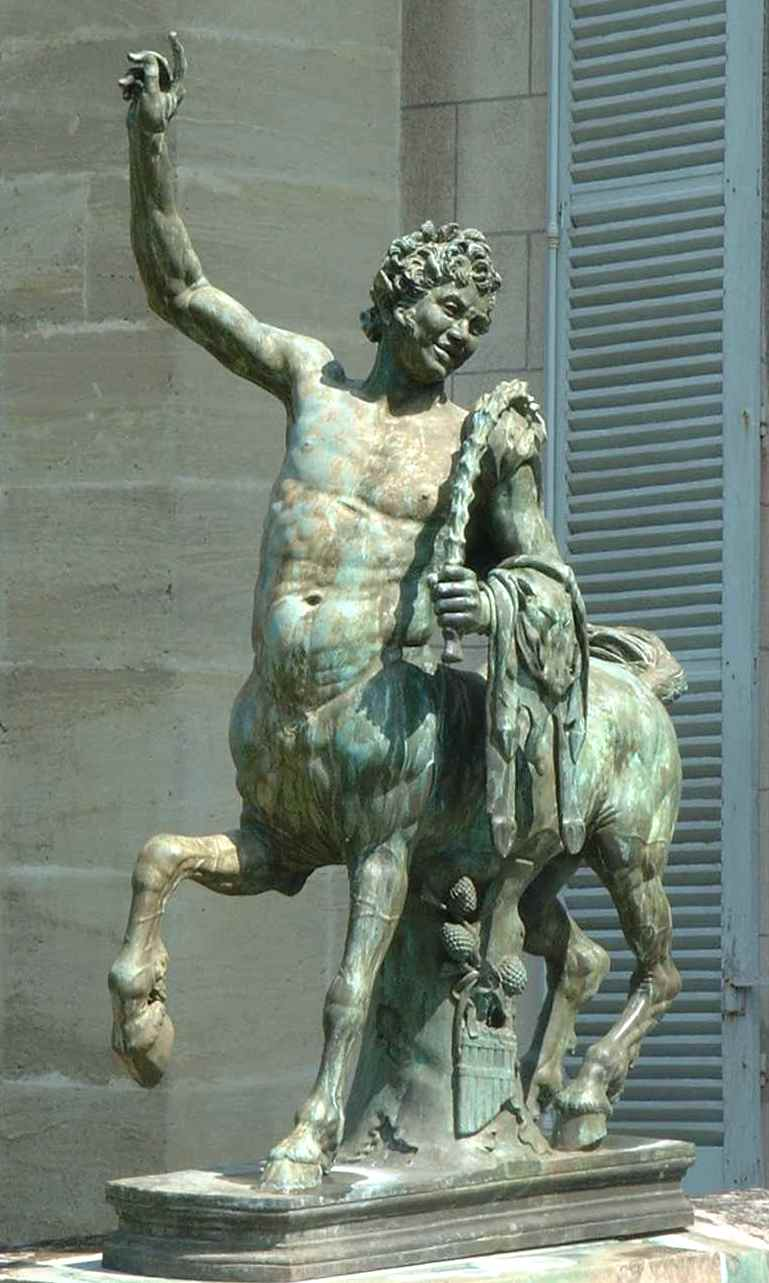

الأنثروبولوجيا الثقافية الحيوية هي الاستكشاف العلمي للعلاقات بين علم الأحياء البشري والثقافة. تحاول الانثروبولوجيا الثقافية فهم كيفية تأثير الثقافة على قدراتنا وقصورنا البيولوجية، بدلا من البحث عن الجذور البيولوجية الكامنة وراء السلوك البشري.

## تاريخيا
نظر علماء الأنثروبولوجيا الفيزيائية طوال النصف الأول من القرن العشرين إلى هذه العلاقة من منظور عنصري، وهو يأتي من الافتراض القائم من أن الاختلافات البيولوجية النمطية في الإنسان تؤدي إلى اختلافات ثقافية.
بدأ التركيز بعد الحرب العالمية الثانية على التحول نحو محاولة لاستكشاف الدور الذي تؤديه الثقافة في تشكيل البيولوجيا البشرية. أدى هذا التركيز على فهم دور الثقافة في البيولوجيا البشرية إلى تطوير نظرية الوراثة المزدوجة في فترة الستينيات. وفيما يتعلق باتباع نظرية الوراثة المزدوجة وبعد تطورها، تم تقديم واستخدام مصطلح «التطور البيولوجي الثقافي» لأول مرة في السبعينيات من القرن المنصرم.

## البحث الرئيسي
- استخدمت مناهج البيولوجيا الثقافية في علم الأحياء البشرية منذ عام 1958، عندما ساهم عالم الانثروبولوجيا الثقافية الأمريكي فرانك ب. ليفينغستون في إجراء بحث مبكر يشرح الروابط بين النمو السكاني، واستراتيجية الكفاف، وتوزيع جين الخلية المنجلية في ليبيريا.[4]
- ركزت الابحاث المتعلقة بقدرة التكيف البشري في الستينيات على منهجين ثقافيين حيال الإعياء: التمايز الوظيفي لعضلات الهيكل العظمي المرتبطة بحركات مختلفة، والتكيف البشري مع الحياة الحديثة التي تشمل مختلف أنواع العمل.[5]
- «ما علاقة الثقافة بالبحث البيولوجي الثقافي»، من تأليف وليام دبليو دريسلر، يربط المنظور الثقافي للانثروبولوجيا الثقافية بـ «التوافق الثقافي» الذي يُعرّف بأنه «نموذج لتقييم تقريب سلوك الأفراد مقارنةً بالوعي التوجيهي لثقافة الشخص». تم استخدام هذا البحث لدراسة النتائج فحص ضغط الدم وأعراض الاكتئاب وتكوين الجسم والعادات الغذائية.[6]
- منهج الدكتور رومندرو خونغسدير لدراسة التباين والتطور البشري.[7][8]
- «تأسيس توليف بيولوجي ثقافي جديد» من تأليف ألان إتش غودمان وتوماس ال. ليذرمان.[2]
- «الاتجاهات الجديدة في علم الأنثروبولوجيا الثقافي» من تحرير مولي زوكرمان وديبرا مارتن، يستخدم دراسات قضايا مختلفة من جميع أنحاء العالم لفهم كيفية استخدام الانثروبولوجيا الثقافية لفهم العلاقة بين البيولوجيا والثقافة لدى السكان في الماضي والحاضر.

## الأنثروبولوجيا الثقافية الحيوية المعاصرة
تركز طرائق البحث الخاصة بالبيولوجيا الثقافية على التفاعلات بين البشر وبيئتهم من أجل فهم التكيف والتنوع البيولوجي البشري. ينظر علماء الانثروبولوجيا الثقافية المعاصرة إلى الثقافة على أن لها عدة أدوار رئيسية في التنوع البيولوجي البشري:
- الثقافة هي التكيف البشري الرئيسي، والتي تسمح للأفراد والسكان بالتكيف مع البيئات المحلية المختلفة على نطاق واسع.
- خصائص الإنسان البيولوجية أو السلوكية الحيوية المميزة، مثل قشرة الدماغ الأمامية الكبيرة وتربية الأبناء المكثفة بالمقارنة مع الثديات الأخرى، حيث ينظر إليها جزئيا كوسيلة للتكيف مع العلاقات الاجتماعية المعقدة التي أنشأتها الثقافة.[10]
- تشكل الثقافة الاقتصاد السياسي، مما يؤثر على الموارد المتاحة للأفراد لإطعامهم وإيوائهم وحماية أنفسهم من الأمراض وغير ذلك من أجل الحفاظ على صحتهم.[2]
- تؤثر الثقافة في طريقة تفكير الناس حول العالم، وتغيير بيولوجيتهم من خلال التأثير على سلوكهم (مثل اختيار الطعام) أو بشكل مباشر أكثر من خلال التأثيرات النفسية الجسدية (على سبيل المثال، الآثار البيولوجية للإجهاد النفسي).[11]

لقد أولت بعض الأقسام العلمية في بعض الكليات اهتماماً كبيراً بــ «التوليف البيولوجي الثقافي»، في حين أن علماء الأنثروبولوجيا البيولوجية الثقافية في العديد من أقسام الأنثروبولوجيا الأكاديمية يشكلون أقلية ضمن كادر هيئة التدريس.
ومن الناحية التاريخية، فقد شمل هذا الأمر جامعة ايموري وجامعة ألاباما وجامعة ماساتشوستس في أمهرست (وخاصة في علم الآثار البيولوجية الثقافية), وجامعة واشنطن إذ أن كل منها فتحت برامج دراسة الدكتوراه حول الأنثروبولوجيا الثقافية، إلى جانب جامعة بينغهامتون التي لديها برنامج الماجستير في علوم الأنثروبولوجيا الطبية الحيوية، بالإضافة إلى جامعة ولاية أوريغون وجامعة كنتاكي وغيرها. لقد ركز بول بيكر، وهو عالم في الأنثروبولوجيا في ولاية بنسلفانيا، على دراسة التكيف البشري مع التغيرات البيئية، وهو من ينسب إليه نشر مفهوم الأنثروبولوجيا «الثقافية» بوصفه فرعاً مستقلاً من فروع علم الإنسان بوجه عام. يقول خونغسدير بأن الأنثروبولوجيا الثقافية هي مستقبل الأنثروبولوجيا لأنها تعمل كقوة موجهة نحو تكامل أكبر بين التخصصات الفرعية.

## جدل
انتقد علماء أنثروبولوجيا آخرون متخصصون في البيولوجيا والثقافة على حد سواء، التكوين البيولوجي الثقافي بشكل عام، كجزء من نقد أوسع نطاقًا لـ «الشمولية ذات المجالات الأربعة» في الأنثروبولوجيا الأمريكية (انظر إلى المقال الرئيسي للأنثروبولوجيا).
تستند هذه الانتقادات عادةً على الاعتقاد بأن الأنثروبولوجيا الثقافية تفرض، وبشكل هدام في بعض الأحيان، الشمولية على الحقول الفرعية البيولوجية والثقافية دون إضافة قيمة.
على سبيل المثال، جادل المساهمون في المجلد المحرر  فتح الحزمة المقدسة: تأملات حول تنظيم الأنثروبولوجيا بأن التكوين البيولوجي الثقافي والشمولية الأنثروبولوجية بشكل عام، هي عبارة عن آثار من الفكر التطوري الاجتماعي في القرن التاسع عشر، والتي تفرض بصورة غير ملائمة الفلسفة الوضعية العلمية على الأنثروبولوجيا الثقافية.
وقد انقسمت بعض أقسام الأنثروبولوجيا بشكل كامل، وعادة ما يتم فصل الجانب العلمي عن علماء الأنثروبولوجيا الإنسانية، مثل قيام جامعة ستانفورد بإعلان انقسامها عام 1998 إلى قسم «الأنثروبولوجيا الثقافية والاجتماعية» وقسم «العلوم الأنثروبولوجية». وتأكيداً على استمرار الجدل، يجري الآن عكس هذا الانقسام على الرغم من اعتراضات بعض أعضاء هيئة التدريس. يوجد هناك إدارات أخرى، كما هو الحال في جامعة هارفارد، لديها «أجنحة» مستقلة في علم الإنسان البيولوجي والاجتماعي الثقافي لا تهدف إلى تعزيز التبادل بين التخصصات.
وقد أظهرت البحوث البيولوجية-الثقافية أنها تحتوي على بعض التحديات للباحث. "بشكل عام، نحن أكثر خبرة في قياس الحياة البيولوجية من نظريتها الثقافية، ومن الصعب أيضا التحديد الدقيق حول المقصود بمصطلحات مثل الوضع الاجتماعي-الاقتصادي والفقر والريف والحضر